# Rima-Mossi
Pour les articles homonymes, voir Rima.
Ne doit pas être confondu avec Rima-Gouria.
Rima-Mossi est une commune rurale située dans le département de Kalsaka de la province du Yatenga dans la région Nord au Burkina Faso.

## Géographie
Rima-Mossi se trouve à environ 11 km à l'ouest du centre de Kalsaka, le chef-lieu du département, sur la rive gauche de la Volta Blanche.

## Santé et éducation
Le centre de soins le plus proche de Rima-Mossi est le centre de santé et de promotion sociale (CSPS) de Kalsaka tandis que le centre médical avec antenne chirurgicale (CMA) de la province se trouve à Séguénéga.
Rima-Mossi possède une école primaire publique.

## Culture
Le rituel initiatique du Kéogo – c'est-à-dire la circoncision – est pratiqué sur les jeunes adolescents masculins de 14 à 16 ans du village comme moment de passage de l'enfance à l'adolescence mais aussi de passage de l'univers de la mère à celui du père lors d'une cérémonie qui dure une semaine (incluant la circoncision au premier jour puis la guérison durant laquelle les enseignements et transmissions orales sont prodigués). Le photographe burkinabè Issa Zoné, originaire du village, l'a notamment utilisé comme thématique de ses œuvres.